# Mercedes-Benz W108-W109
De Mercedes-Benz W108 / W109 serie werd geproduceerd van 1965 tot 1972. In totaal werden er 383.361 exemplaren gemaakt. De W108 verving de W111 en de W109 verving de W112 in 1965. Ze werden beide opgevolgd door de W116 in 1972.
De W108 was leverbaar als S, SE (E van Einspritzer / Injectiemotor) en SEL (L voor Lang) de W109 met luchtvering was alleen als SEL leverbaar.
De W108 en W109 waren alleen leverbaar in een vierdeurs versie, de van 1965 tot 1972 geproduceerde tweedeurs-coupé en cabriomodellen behoren allemaal tot de W111 en W112 serie.
Wel zijn er een aantal voertuigen achteraf omgebouwd naar cabriolet of Landaulet, zo had Paus Paulus VI een W109 Landaulet die later voor Paus Johannes Paulus II zelfs gedeeltelijk gepantserd werd.

## W108
| Model code | Jaren     | Model      | Motor              |
| ---------- | --------- | ---------- | ------------------ |
| W108.012   | 1965–1969 | 250S       | 2.5 L (M108) Lijn6 |
| W108.014   | 1965–1968 | 250SE      | 2.5 L (M129) Lijn6 |
| W108.015   | 1965–1967 | 300SEb     | 3.0 L (M189) Lijn6 |
| W108.016   | 1967–1972 | 280S       | 2.8 L (M130) Lijn6 |
| W108.018   | 1967–1972 | 280SE      | 2.8 L (M130) Lijn6 |
| W108.019   | 1968–1971 | 280SEL     | 2.8 L (M130) Lijn6 |
| W108.057   | 1970–1972 | 280SE 3.5  | 3.5 L (M116) V8    |
| W108.058   | 1970–1972 | 280SEL 3.5 | 3.5 L (M116) V8    |
| W108.067   | 1971–1972 | 280SE 4.5  | 4.5 L (M117) V8    |
| W108.068   | 1971–1972 | 280SEL 4.5 | 4.5 L (M117) V8    |

## W109
| Model code | Jaren     | Model      | Motor           |
| ---------- | --------- | ---------- | --------------- |
| W109.015   | 1965–1967 | 300SEL     | 3.0 L (M189) L6 |
| W109.016   | 1967–1970 | 300SEL     | 2.8 L (M130) L6 |
| W109.018   | 1967–1972 | 300SEL 6.3 | 6.3 L (M100) V8 |
| W109.056   | 1969–1972 | 300SEL 3.5 | 3.5 L (M116) V8 |
| W109.057   | 1971–1972 | 300SEL 4.5 | 4.5 L (M117) V8 |

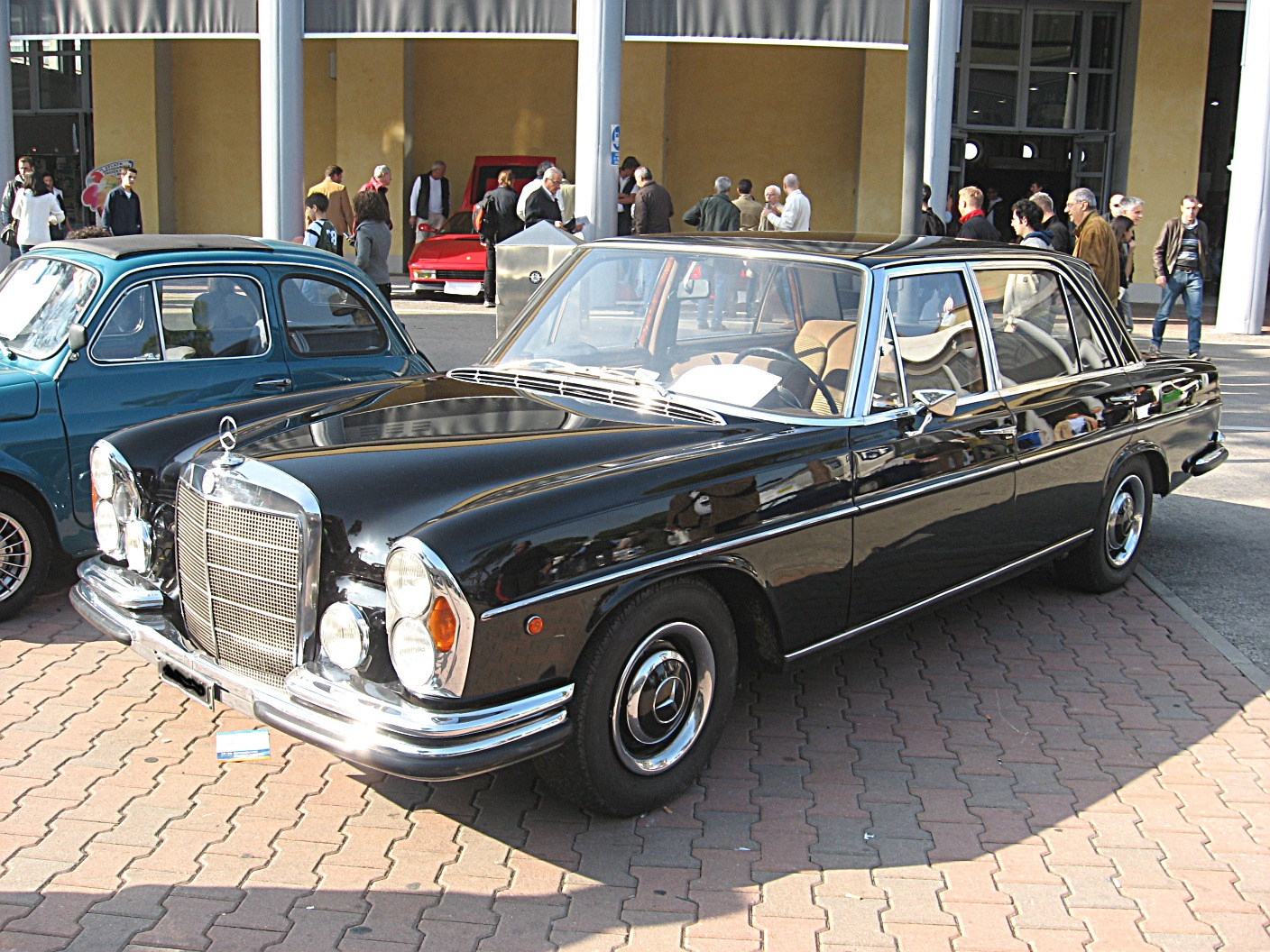
Linker-vooraanzicht van een 300SEL
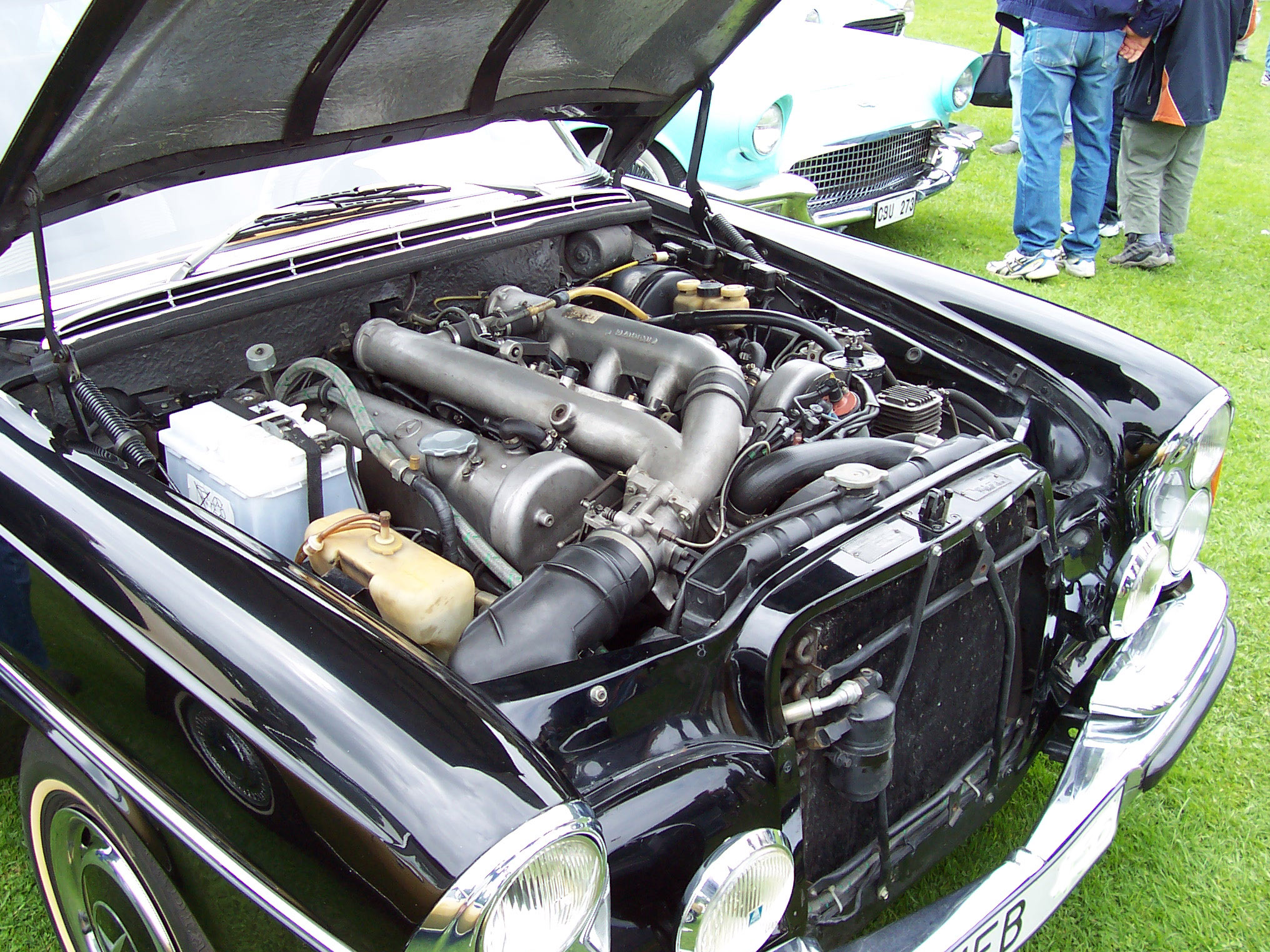
Motorruimte van een 300SEL 6.3